# カールスクローナ (機雷敷設艦)
|          |                                                              |
| 艦歴     |                                                              |
| 発注     |                                                              |
| 起工     |                                                              |
| 進水     | 1980年6月28日                                                |
| 就役     | 1982年1月11日                                                |
| 退役     |                                                              |
| その後   |                                                              |
| 除籍     |                                                              |
| 性能諸元 |                                                              |
| 排水量   | 満載 3,600トン                                               |
| 全長     | 105.7m                                                       |
| 全幅     | 15.2m                                                        |
| 吃水     | 4.7m                                                         |
| 機関     | ディーゼル4基2軸、7,760kw                                    |
| 最大速   | 20ノット                                                     |
| 乗員     | 乗員90人、実習員136人(最大)                                  |
| 兵装     | ボフォース57mm単装砲 1門 ボフォース40mm単機銃 2基 機雷 105個 |

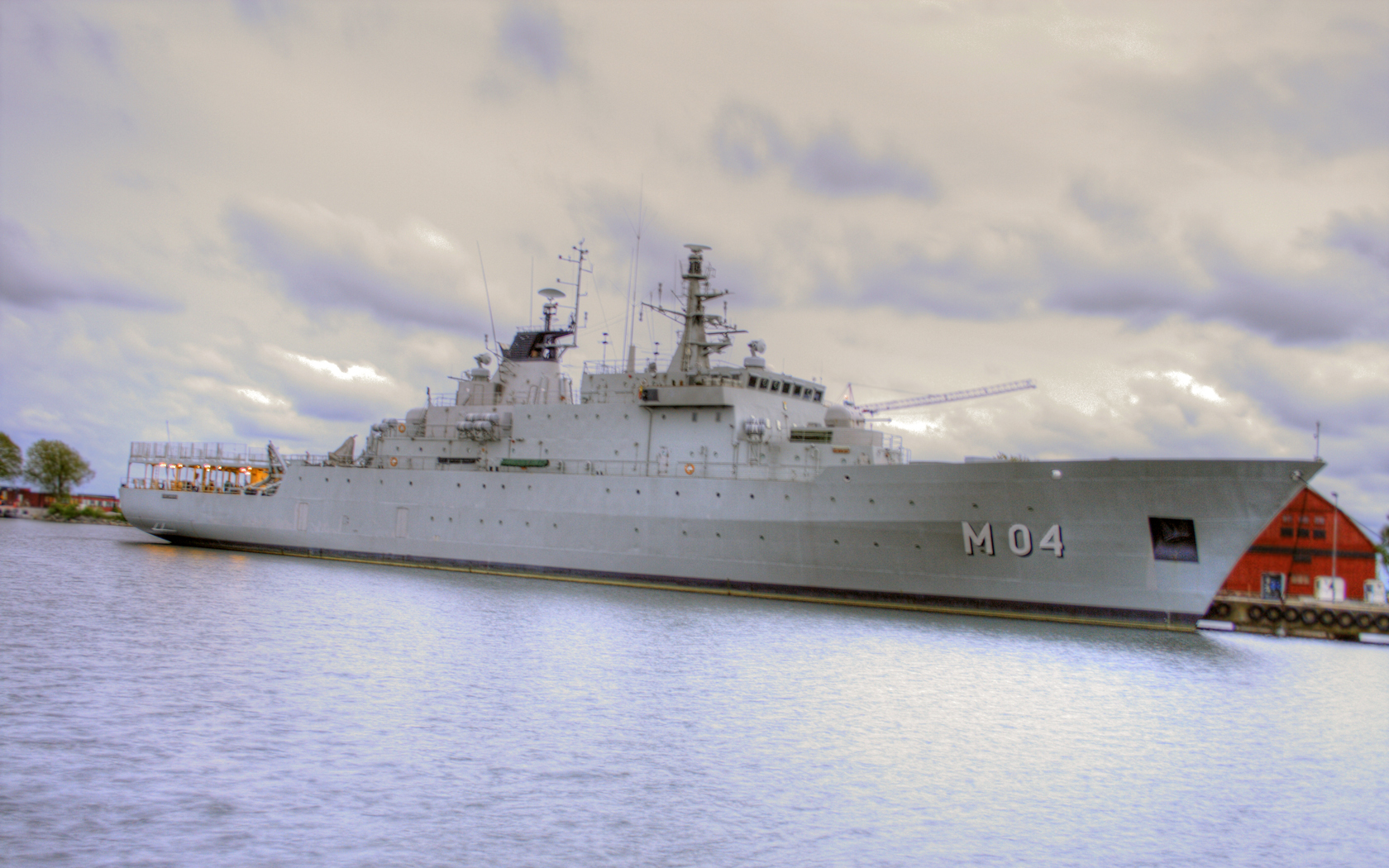
艦番号M04当時の艦影（2008年5月）

カールスクローナ (HMS Carlskrona, M04→P04) は、スウェーデン海軍の機雷敷設艦であり、練習艦。支援艦としての役割も考慮されている。後に哨戒艦となった。スウェーデン海軍の運用する艦船のうち二番目に大きく、戦闘艦としては最大である。平時には練習艦としての活動がほとんどで、士官候補生を載せて世界航海していた。日本へも数年おきに来航しており、おそらくはスウェーデン海軍の艦船が日本で見られる唯一の機会だった。スウェーデン海軍は、この艦は軍事上の役割にとどまらず、各国を訪問することによってスウェーデンの外交アピールの役に立ち、特に、スウェーデンの兵器売り込みを図ることに貢献する。と国内に向けて主張していた。
冷戦の間は、本艦のような大型の機雷敷設艦はスウェーデンの国防戦略の中で非常に重要な位置付けがなされていたが、2000年代初頭のスウェーデン軍の再編成の後はその位置付けは外された。本艦は2002年に改装され、少なくとも2018-20年までの間就役に耐えうるものとされたものの、国防予算の削減から2007年には係船された。その後、2009年から2010年にかけて哨戒艦(OPV)への改装が行われ、艦番号をM04からP04に変更した。哨戒艦となった本艦は2010年のアデン湾（ソマリア）におけるアタランタ作戦に参加した。同年3月13日にカールスクルーナ海軍基地を出発し、4月15日にこの作戦における指揮艦としての任務を開始した。
2016年8月には、耐用年数を2025年まで延長するため10ヶ月間の入渠改装に入り、2017年6月17日に海軍に引き渡された。
現在では57mm砲はいずれも撤去されている。後部砲はヘリ甲板を拡張したときに撤去され、前部砲は、2007年に係船されたときに、スウェーデン海軍では他のどの艦船でも使用されていない旧式タイプであるとして撤去された。